# Sport Boys Warnes
Club Sport Boys Warnes – boliwijski klub piłkarski z siedzibą w mieście Santa Cruz, w dzielnicy Warnes.

## Historia
Klub założony został 17 sierpnia 1954. Drużyna Sport Boys Warnes zdobyła wicemistrzostwo drugiej ligi boliwijskiej (Liga Nacional B) w sezonie 2012/13 i pierwszy raz w historii awansowała do najwyższej ligi boliwijskiej (Liga de Fútbol Profesional Boliviano). W 2014 nowym trenerem drużyny został były argentyński piłkarz Néstor Clausen. Trzech piłkarzy klubu powołano w 2014 roku do reprezentacji Boliwii - byli to bramkarz Sergio Galarza, obrońca Carlos Enrique Mendoza oraz Joaquín Botero.

## Piłkarze
- Fernando Giarrizo
- Gilbert Álvarez Vargas
- Juan Enrique Bustillos Bozo
- Rodrigo Cuellar
- Franklin Escobar Cardenas
- Wilfredo Escobar Heredia
- Jorge Flores Alcoba
- Miguel Jimenez Vargas
- Evo Morales
- Álvaro Paniagua Péréz
- Limberg Salas Vargas
- Rodrigo Cuellar Sánchez
- Ronald Galindo Sánchez
- Carlos Eduardo Vargas Menacho
- Juan Carlos Velasco Mendoza
- Alberto Quintero Medina

## Trenerzy
- Hilda Ordoñez[5]